# جورج دبليو. كلينتون
جورج دبليو. كلينتون (بالإنجليزية: George W. Clinton)‏ هو قاضي وعالم نبات ومحامي وسياسي أمريكي، ولد في 21 أبريل 1807 في نيويورك في الولايات المتحدة، وتوفي في 7 سبتمبر 1885 في ميناندز في الولايات المتحدة. حزبياً، نشط في الحزب الديمقراطي.